# Cabanon pointu
Cet article possède un paronyme, voir Cabanon.

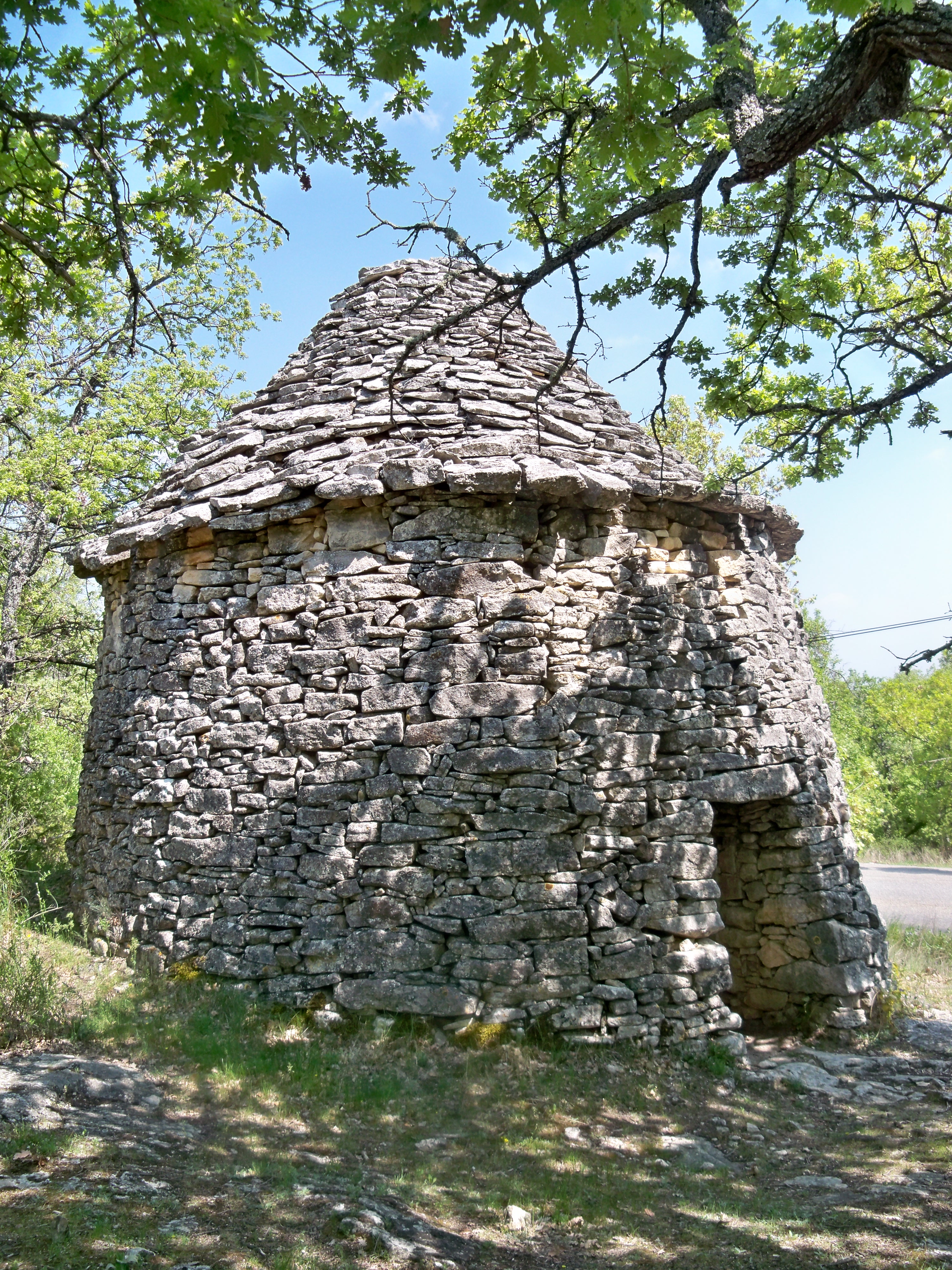
Cabanon pointu près de Mane (Alpes-de-Haute-Provence).

Un cabanon pointu est une cabane en pierre sèche à base circulaire ou carrée et à toit conique ou parfois pyramidal que l'on rencontre dans une zone allant de Forcalquier et Mane dans les Alpes-de-Haute-Provence à Apt dans le Vaucluse. Le nom a été popularisé par des cartes postales du début du XXe siècle. Un « cabanon pointu » servait, selon le cas, d'abri champêtre, de remise à outils, de grangette, d'écurie, de bergerie au petit peuple des campagnes et des bourgs dans la deuxième moitié du XVIIIe siècle et au XIXe siècle.

## Origine de l’appellation
L’appellation « cabanon pointu » est une désignation pittoresque popularisée par des cartes postales du début du XXe siècle représentant un groupe de cinq cabanes en pierre sèche situé au nord-ouest de la ville de Forcalquier (Alpes-de-Haute-Provence) : les « cinq cabanons pointus de Forcalquier ». Cet ensemble devait continuer à attirer les photographes jusque dans les années 1950 malgré la ruine qui, d’année en année, gagnait les édifices laissés à l’abandon au milieu de la friche.
En provençal, la désignation est cabanoun pountchou, cabanoun parce que c’est bien ce dont il s’agit : un abri saisonnier ou temporaire en plein champ, pountchou à cause de la toiture en forme de cône ou parfois de pyramide, morphologie habituelle de ces édifices. Toutefois, il ne faut pas prendre l’expression au pied de la lettre : le cône est généralement arrondi ou tronqué à son sommet.

## Aire d’extension
L’aire dans laquelle les cabanes en pierre sèche sont appelées cabanons pointus va de Forcalquier et Mane dans les Alpes-de-Haute-Provence à Apt dans le Vaucluse.
Cependant, rien n’empêche d’appliquer cette appellation imagée à des cabanes de même morphologie dans le reste de la Provence, le terme cabanon y étant d’un emploi courant pour désigner des abris destinés à un séjour temporaire. Ainsi, les d'édifices en pierre sèche du groupe dit « Les trois soldats » à Gordes, sont des cabanons pointus. En revanche, les cabanes gordoises en forme de nef renversée ne le sont pas.

## Matériau de construction
Le matériau de construction des cabanons pointus est celui issu du dérochement, du défonçage et de l’épierrement des parcelles anciennement agricoles ou horticoles où ils se trouvent.
C’est un matériau calcaire, gélif, de piètre qualité, qui donne des bâtiments d’une solidité et d’une longévité réduites.
Ce matériau est employé à sec, c’est-à-dire sans mortier. Le seul liant est le liaisonnement des pierres entre elles obtenu, avec plus ou moins d’habileté, par le constructeur, qu’il soit maçon professionnel ou paysan ou ouvrier auto-constructeur.

## Fonctions

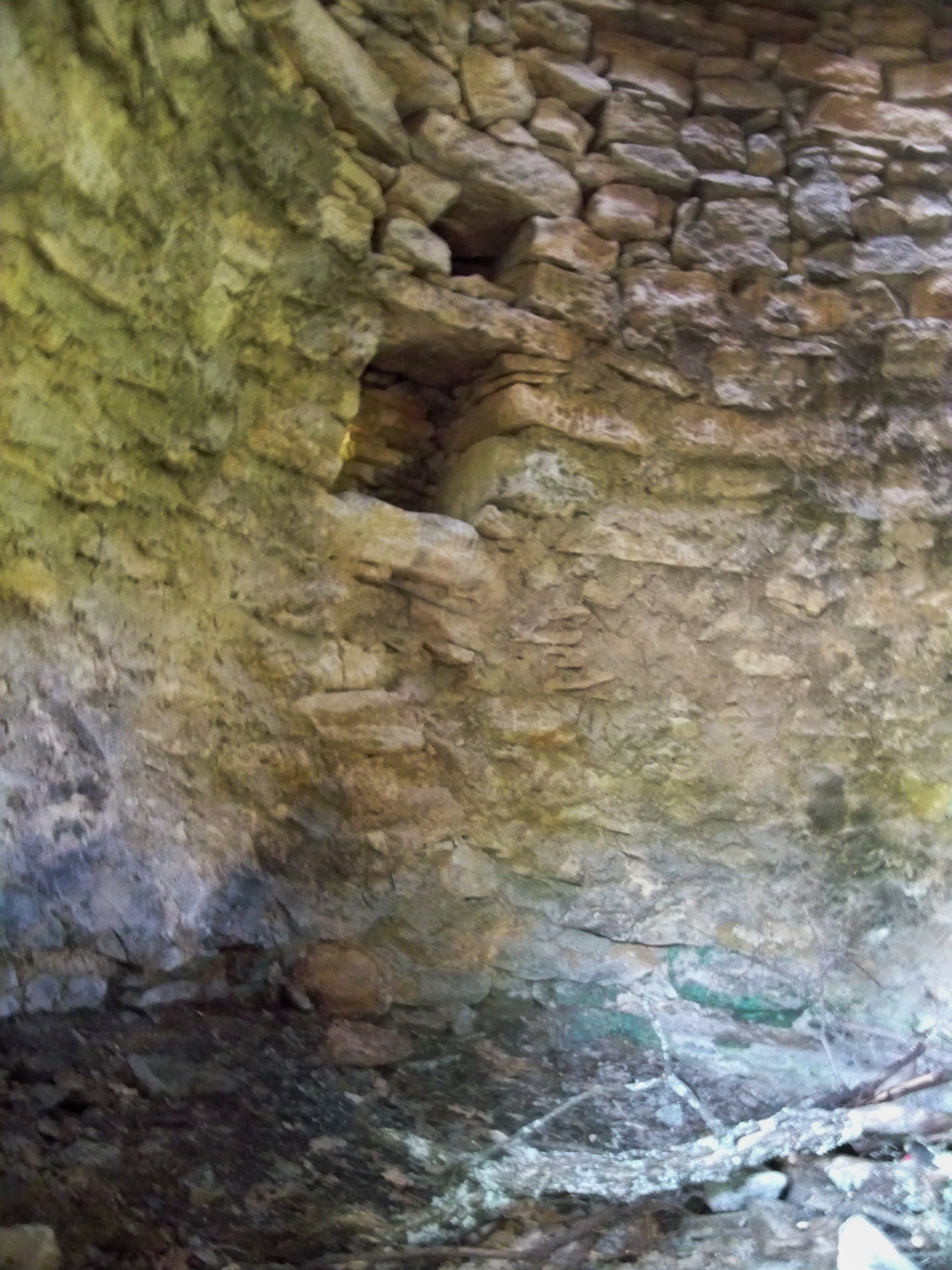
Intérieur d'un cabanon pointu près de Mane (Alpes-de-Haute-Provence). Le bas de la paroi présente un enduit d'isolation.

Les propriétaires d’un cabanon pointu – le petit peuple des campagnes et des bourgs – s’en servaient, selon le cas, comme abri où se reposer pendant les travaux dans les champs ou les jardins, voire pour y dormir s'ils habitaient loin, comme remise où entreposer des outils, comme grangette où serrer provisoirement les récoltes, comme écurie pour un âne ou un mulet, comme bergerie pour un quelques moutons. Certains cabanons desservaient une parcelle où le propriétaire avait installé des ruches.
D’autres servaient d’abris et de resserres-à-outils à des carriers, ainsi autour des anciennes carrières de Mane, abandonnées au milieu du XIXe siècle. Ils sont alors reconnaissables à l’emploi de pierre taillées dans certains détails architecturaux (en particulier l'encadrement de l'entrée).
Les cabanons étaient généralement fermés par une porte en bois. Certains disposaient d’éléments de confort intérieurs : cheminée, niches, étagères, fenestron, citerne, etc.

## Période de construction et d’utilisation

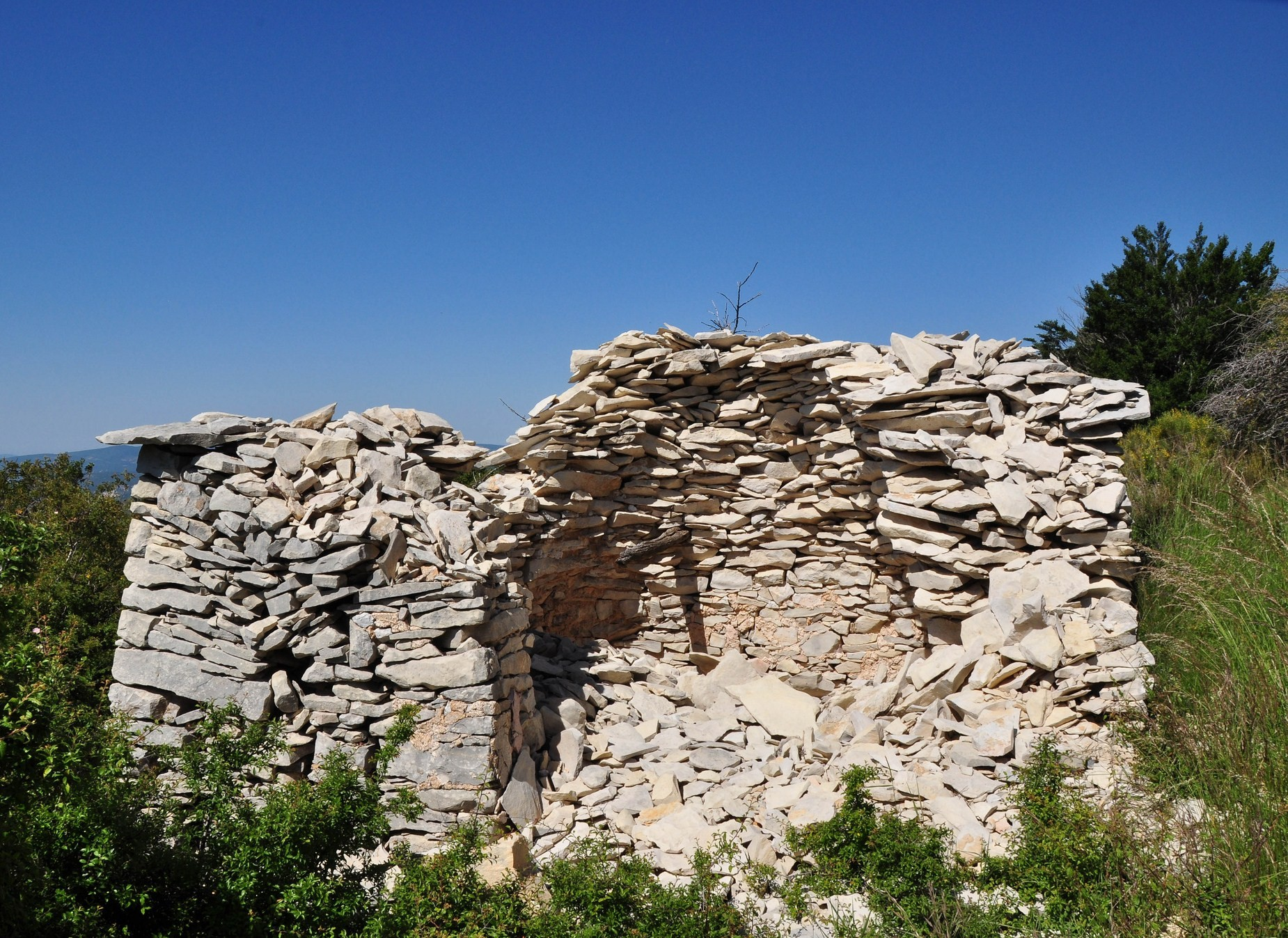
Vestiges d'un cabanon pointu et sa rive en saillie entre l'Hospitalet et Lardiers

Les cabanons datés ou datables sont tous du XVIIIe ou du XIXe siècle. Leur construction est liée à la mise en valeur de nouvelles terres survenue à partir du milieu du XVIIIe siècle à la suite des édits royaux encourageant les défrichements en Provence.
À Forcalquier, les cabanons pointus sont portés sur le cadastre napoléonien de 1813 sous la forme d'un rond ou d'un carré sur le numéro de la parcelle et avec le nom du propriétaire. Les noms des propriétaires de l'époque sont des noms de familles connues à  Forcalquier et à Mane.
Leur abandon, ainsi que celui des parcelles où ils se trouvaient, a commencé au milieu du XIXe siècle. Certains étaient cependant encore utilisés au milieu du XXe siècle puisqu’un maçon de Forcalquier, Jean Laugier, en restaura jusqu’à cette date.

## Caractéristiques architecturales et morphologiques

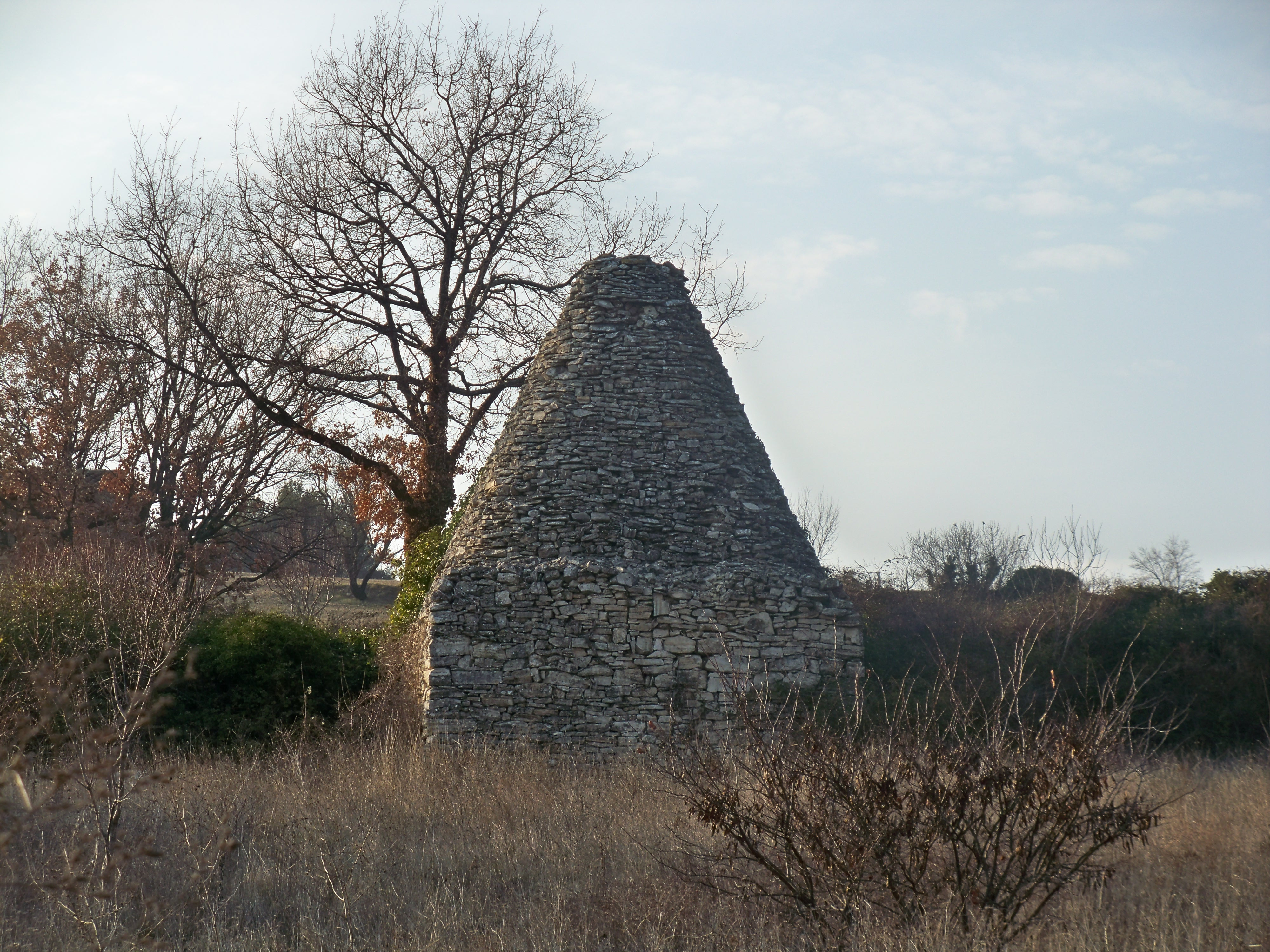
Cabanon pointu de base carrée à Apt (Vaucluse).

Les cabanons pointus doivent leur surnom à leur silhouette caractéristique : une base de plan circulaire, ou parfois carrée, coiffée d’une toiture conique dont la rive en saillie court autour de l’édifice.
Cette morphologie particulière n’est pas propre aux seuls cabanons pointus. Elle se retrouve, en France même, dans les caselles du haut Quercy, les chabanes de Dordogne, les cadoles de Saône-et-Loire, les cabordes du Doubs, et à l’étranger, dans les casetas du haut Aragon en Espagne, dans les kazuns de l’Istrie en Croatie.

## Cabanons pointus connus
Certains cabanons pointus sont connus grâce aux cartes postales, d’autres le sont grâce aux publications à leur sujet.

### Le grand cabanon des Eyroussiers à Mane
Signalé dans les années 1960 par l’ethnologue provençal Pierre Martel, ce cabanon pointu du quartier des Eyroussiers est remarquable tant par son ampleur – quarante mètres de circonférence extérieure – que par sa grâce – le cône de la couverture de lauses a son profil qui s’incurve légèrement en coyau au-dessus du cylindre de base, au fruit à peine marqué. Intérieurement, les aménagements consistent en un placard mural et quatre fenestrons. Couvert aujourd’hui de chêne blancs, le quartier des Eyroussiers était encore entièrement cultivé il y a 140 ans ainsi que l’attestent les terrasses, les pierriers et les autres cabanes des champs encore visibles.

### Les cinq cabanons pointus de Forcalquier
Ces cinq édifices formaient un groupe situé au lieu-dit La Ponchère sur un terrain pentu faisant face à la ville de Forcalquier. Ils servaient, pour quatre d’entre eux, de grangettes et de resserres-à-outils, et pour le cinquième, de citerne couverte.
Signalés en mauvais état en 1953, ils sont décrits comme totalement ruinés en 1980. Leur souvenir perdure grâce à un relevé dressé en 1943 et à la succession de cartes postales auxquelles ils servirent de sujet entre 1900 et 1950. Le classement chronologique de ces cartes montre la dégradation progressive des édifices, due non seulement à la piètre qualité du matériau (de petites plaquettes lenticulaires de molasse calcaire ne se prêtant pas à une maçonnerie sèche ayant une bonne cohésion et une grande longévité) mais aussi au manque d’entretien et à la prolifération des visiteurs.

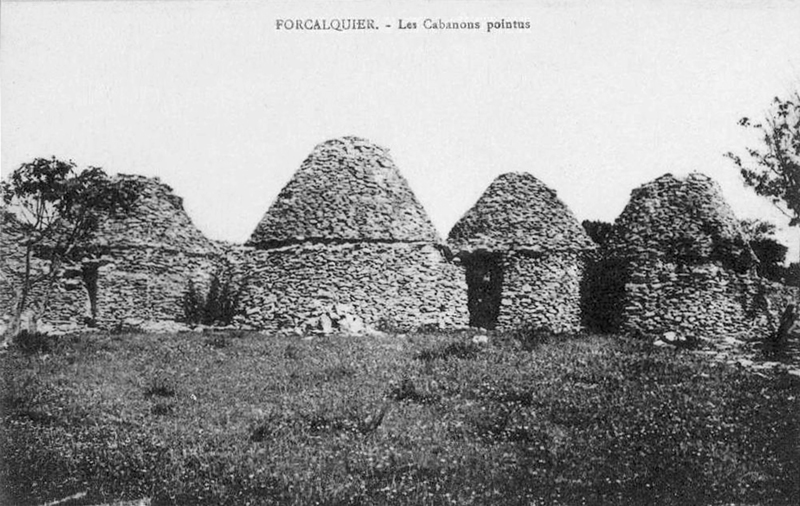
Les cinq cabanons pointus (le 5e est hors prise de vue, à gauche).
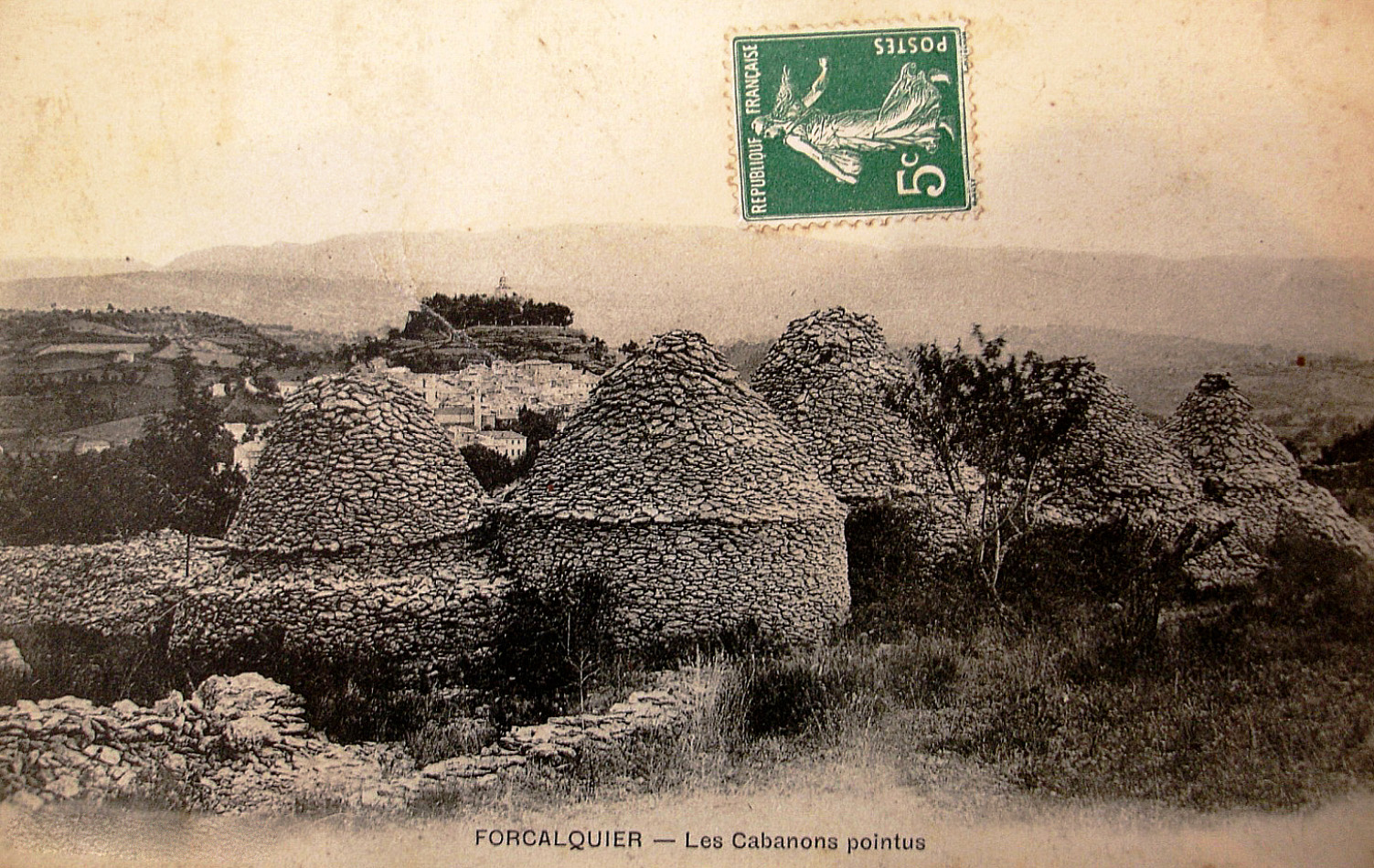
Les cinq cabanons pointus.